# Combate naval de Punta Gruesa
El combate naval de Punta Gruesa es como se designa a una acción simultánea al combate naval de Iquique, ocurrida el día miércoles 21 de mayo de 1879. En esta batalla la goleta chilena Covadonga, al mando de Carlos Condell, había emprendido la huida estratégica por el roquerío hacia el sur, siendo perseguida por la fragata blindada peruana Independencia, bajo el mando de Juan Guillermo More Ruiz. 
La persecución se desarrolló por medio de un combate de artillería entre los dos buques. El comandante peruano More, notando a su artillería ineficaz por la inexperiencia de sus marinos, ordenó emplear el espolón de la Independencia mientras la goleta chilena, para evitar esta arma, escapaba cerca a la costa aprovechando su menor calado. En el tercer intento de espolonear a la goleta chilena, la Independencia choca con una roca submarina y queda varada, comenzando a hundirse cerca de la bahía de Cheureñate, mientras la Covadonga, goleta de menor envergadura y hábilmente maniobra, detiene su marcha para regresar a atacarla y ya encallada, que tras la heroica batalla que da la corbeta Esmeralda, dónde toda su tripulación combate y aborda, hasta la muerte, logra una memorable victoria en el combate naval de Punta Gruesa. 
El monitor peruano Huáscar, tras derrotar a la corbeta chilena Esmeralda en Iquique, llega al lugar por lo que la goleta chilena reinició su escape perseguida esta vez por el monitor. Este último, al ver imposible el alcance antes de la caída de la noche, abandonó el seguimiento para rescatar a los náufragos de la fragata encallada.
El desenlace inesperado del combate sepultó las esperanzas del Perú de enfrentar exitosamente, bajo circunstancias convencionales, a la flota chilena. Con la Independencia, Perú perdió uno de sus dos únicos buques blindados en condiciones de enfrentar a las fragatas blindadas Cochrane y Blanco Encalada. En adelante, el Huáscar debió llevar solo el peso de la campaña naval teniendo que afrontarla acompañado solo de la corbeta Unión en un epílogo épico siendo finalmente derrotado y capturado el Huáscar en el combate naval de Angamos, por los blindados chilenos Blanco Encalada y Cochrane el 8 de octubre de 1879 culminando con la muerte del Almirante Miguel Grau y la victoria de las fuerzas navales y militares chilenas sobre el Perú.

## Antecedentes
Antes de la declaración de guerra, el gobierno chileno decidió como estrategia movilizar su escuadra para bloquear el puerto peruano del Callao, esperando así encerrar allí a la escuadra del Perú para operar libremente en el litoral peruano o bien destruirla en un combate si se presentaba la ocasión. El contraalmirante Juan Williams Rebolledo, comandante en jefe de la escuadra chilena, rechazó este plan por considerar que sus naves no estaban en condiciones de emprender un ataque inmediato a El Callao pues carecía de víveres y combustible para la travesía. En su lugar, Williams prefirió bloquear el puerto de Iquique y desde allí hostilizar los puertos peruanos del Departamento de Tarapacá. La escuadra chilena parte el 3 de abril desde Antofagasta con destino a Iquique para establecer el bloqueo.
Chile le declara la guerra a Perú y Bolivia el sábado 5 de abril de 1879 y ese mismo día la escuadra chilena inicia el bloqueo del puerto de Iquique.
Durante el bloqueo de Iquique la escuadra chilena incursionó en los poblados peruanos de Pabellón de Pica, Huanillos (15 de abril) y Mollendo (17 de abril) bombardeando trenes y naves; luego bombardeó Pisagua (18 de abril) y destruyó Mejillones Norte (29 de abril).
Debido a la presión del gobierno chileno, Williams es convencido de atacar el puerto del Callao. Para tal efecto, la escuadra chilena zarpó desde Iquique el viernes 16 de mayo: 276  en una expedición al Callao con todos los buques disponibles dejando el bloqueo de Iquique a cargo de los buques más antiguos de la escuadra chilena,  la corbeta Esmeralda al mando de Arturo Prat y la goleta Covadonga, al mando de Carlos Condell, eran los buques más viejos de la escuadra chilena; habían sido construidos en 1855 y 1859, respectivamente.: 276  También quedó el transporte Lamar; la primera por cuanto se efectuaban urgentes reparaciones en sus calderas. Debido a su mayor antigüedad, Prat quedó como jefe del bloqueo.
Para defender a las localidades peruanas del ataque chileno, el plan del Perú era terminar en El Callao las reparaciones de las naves de su escuadra y trasladar tropas y pertrechos hacia Arica, Iquique y demás puertos del Departamento de Tarapacá y enviar naves para traer desde Panamá armamento y municiones adquiridos en los Estados Unidos. Los comandantes peruanos Grau, Moore y García y García, entre otros, estuvieron en desacuerdo con este plan ya que la Independencia estaba recién reparada y su tripulación no había hecho ejercicios navales mientras que el Huáscar no contaba con proyectiles capaces de penetrar el blindaje de los buques chilenos Cochrane y Blanco Encalada.: 284–285  A pesar de esta oposición, la escuadra peruana zarpó el mismo 16 de mayo desde El Callao hacia Arica llevando a bordo al presidente Mariano Ignacio Prado en la nave insignia Oroya.: 285 
Ambas escuadras se cruzaron en alta mar sin avistarse. En Mollendo el presidente Prado se enteró, por medio del vapor Ilo de la compañía Pacific Steam Navigation Company, de que el grueso de la escuadra chilena se había retirado. En Arica se entera de que habían dejado a las naves Covadonga, Esmeralda y un transporte a cargo del bloqueo de Iquique por lo que el presidente Prado decidió que el Huáscar y la Independencia navegaran hasta Iquique a romper el bloqueo, capturando o destruyendo a los buques chilenos.: 285–286 

## Fuerzas enfrentadas
Las naves peruanas eran de una moderna generación de naves de guerra que tenía blindaje y eran de un tamaño, potencia y velocidad mucho mayor que la goleta chilena:
| Características técnicas | Covadonga    | Independencia                                        |
| Año de construcción      | 1859         | 1866                                                 |
| Desplazamiento (t)       | 630          | 3300 - 3750                                          |
| Calado (m)               | 3,35         | 6,62                                                 |
| Blindaje (mm)            | sin blindaje | 114                                                  |
| Armamento principal      | 2 x 70 lb    | 1 x 250 lb, 3 x 150 lb, 12 x 70 lb, 2 ametralladoras |
| Andar (nudos)            | 4            | 11                                                   |
| Tripulación              | 130          | 375                                                  |

## El combate en la bahía de Iquique
En la mañana del miércoles 21 de mayo de 1879, el bloqueo de Iquique era mantenido por dos antiguas naves de madera chilenas: la corbeta Esmeralda y la goleta Covadonga, fondeadas ambas a 2,7 km al norte del faro del puerto. Por su parte, el transporte Lamar se encontraba fondeado más cerca de la costa. A las seis y media de la mañana, uno de los vigías de la Covadonga, la cual se encontraba de guardia, avistó columnas de humo acercándose desde el norte. Al reducirse la distancia, se identificó que dichas columnas de humo correspondían a los blindados peruanos Huáscar e Independencia. El comandante de la Covadonga, ordenó advertir la presencia del enemigo al comandante de la Esmeralda, Arturo Prat, con un cañonazo. Este, al escuchar la señal, dispuso levar el ancla, hacer comer a la tripulación , tocar zafarrancho de combate y arrojar al mar en un saco, la correspondencia para la escuadra chilena. Además, ordenó por señales, que la Covadonga reforzara las cargas, que se pusiera al habla para conferenciar y que siguiera sus aguas. 
El transporte chileno Lamar izó bandera estadounidense y siguiendo órdenes de Prat, abandonó la bahía rumbo al sur. Los movimientos iniciales de la Esmeralda hicieron que reventaran sus calderas, lo que redujo su andar de 6 kn a sólo 2 kn. En atención a esto, Prat ubicó su nave frente a la población, a una distancia de 200 metros de la playa. El Huáscar se dirigió sobre la Esmeralda mientras que la Independencia se dirigió sobre la Covadonga, la que luego de una hora de combate, abandonó el puerto y puso rumbo al sur navegando pegada a la costa. En ese instante, el combate se dividió en dos enfrentamientos: uno entre el Huáscar y la Esmeralda, el otro entre la Independencia y la Covadonga, esta última en franca huida y respondiendo a cañonazos los intentos del otro buque por alcanzarla.

## El combate en Punta Gruesa

Mapa de la zona y evoluciones.

Cuando la Covadonga puso rumbo al sur, un proyectil del monitor Huáscar la atravesó de banda a banda, hiriendo gravemente al cirujano Videla. Observando desde tierra el movimiento de la nave chilena, el coronel Juan Buendía dispuso desde Iquique que lanchas con tropas de fusileros hicieran fuego sobre la goleta. Condell abandonó el puerto de Iquique hacia la bahía de Cheurañete.
Luego de dejar la bahía de Iquique, la Covadonga pasó muy cerca de la isla Iquique, donde recibió disparos de fusilería de la guarnición peruana. Luego, en la caleta Molle, el comandante More al acercarse a la Covadonga, realizó disparos contra la nave chilena, haciendo fuego de estribor. La guarnición peruana en Alto Molle, conformada por el Zepita y el Dos de Mayo al mando del coronel Andrés A. Cáceres, también realizó disparos de fusilería contra la nave chilena.
En la persecución por la bahía de Cheurañete, utilizó el espolón dos veces, pero la Covadonga avanzó más hacia el sur.
La tripulación de la Independencia no estaba preparada para el combate, era novata ya que había sido embarcada pocos días antes de zarpar del Callao y no había hecho ejercicios de tiro. Por ello al enfrentarse a la Covadonga los tiros de la Independencia eran erráticos y la Covadonga, con fuego de fusilería, lograba abatir a los sirvientes del cañón de proa del buque peruano, tarea en la que destacó el marinero mapuche Juan Bravo, de solo 14 años de edad. Esto, sumado a que poco después de iniciado el combate, al blindado peruano se le desmontó el cañón de 150 libras que llevaba en popa y el de 250 libras en proa hizo que More se decidiera a utilizar el espolón para tratar de hundir a la Covadonga. Por su parte, Condell, para evitar que la Independencia empleara su espolón contra su nave, navegaba lo más cercano a la costa gracias a que el menor calado de la Covadonga se lo permitía.
En estas circunstancias, ambas naves llegaron a la altura de Punta Gruesa, unas diez millas al sur de Iquique, con la Independencia siguiendo aguas a la Covadonga a muy corta distancia y muy cerca de la costa. En el trayecto, More intentó espolonear a la goleta en dos oportunidades, pero la baja sonda impidió la maniobra, ante lo cual Condell se acercó más hacia la costa.
En esos momentos, se sintió a bordo de la Covadonga que el buque rozaba la quilla con el fondo. El anecdotario histórico indica que en ese momento Condell exclamó “ahora, se jodieron” y ordenó caer a estribor para alejarse de la costa y provocar a More acercarse nuevamente a espolonearlo. El peruano-británico cayó en la trampa y ordenó por su parte “toda la caña a babor” para poder rebasar al buque chileno y atacar así con ventaja por la otra banda. En su cuenta, More excusó la falla en su estrategia en que esta última orden no se efectuó con la rapidez necesaria ya que los tres timoneles de la Independencia habían sido heridos previamente. Acto seguido, More ordenó poner la máquina marcha atrás. En esos momentos, aproximadamente a las 12:35, cuando la Independencia se aprontaba a embestir a la Covadonga con el espolón, la fragata peruana encalló en una roca que, según More, no figuraba en las cartas de navegación; y aunque Aurelio García y García había reportado rocas en Punta Gruesa en 1863, no había hecho mención de rocas submarinas, escribiendo que todas eran visibles. A consecuencia de este choque, se llenó completamente de agua la parte inferior del buque, apagándose los fuegos; y en un segundo y tercer choque se inundaron completamente las otras secciones. La fragata cayó sobre su costado de estribor entrando el agua por las portas de la batería. More detalló que tras el impacto, y debido a la falta de experiencia marinera de la tripulación, una parte de esta se arrojó al agua corriendo el riesgo de perecer ahogados, por lo que mandó a bajar los botes para enviarlos a la orilla.
En su parte oficial, Condell informa que realizó un giro y abrió fuego sobre la Independencia ante el apremio de asegurarse de inutilizar al principal buque enemigo y ya que, a pesar de haber encallado, su tripulación no había arriado su bandera ni perdido poder de fuego. Condell reporta a continuación que la tripulación de la Independencia habría arriado la bandera peruana y la habría reemplazado por una bandera de parlamento. Según el mismo parte oficial, More le habría comunicado a viva voz el arrío de su pabellón y le habría solicitado un bote lo que no habría podido llevar a efecto debido a la proximidad del Huáscar. Al respecto cabe precisar, que More escribió una carta a Condell un mes después del combate rechazando su informe, sobre la supuesta rendición y conversación entre ambos.
En este punto la historiografía peruana pierde la coherencia y así como validan la versión posterior del capitán peruano-británico que señala que nunca se rindieron, acusa a Condell de atacar a un barco rendido.
Algunos autores narran que la fragata comenzó a inundarse y que la Covadonga regresó para repasar a los sobrevivientes mediante disparos sobre los náufragos inermes. Sin embargo, en su parte oficial More señala que los tripulantes del Independencia contestaron el fuego del buque chileno primero con los cañones, que luego se inundaron, luego con las ametralladoras, finalmente con rifles y revólveres hasta quedarse sin municiones, mientras que la Covadonga habría seguido disparando "a mansalva" y que una bomba habría destruido el asta con el pabellón peruano y que él habría mandado a izarlo inmediatamente en otra driza. La tarea de reponer el pabellón fue del marinero Federico Navarrete y de Monsieur Schofield, quienes fueron heridos en esta acción. Según el Teniente Fortunato Salaverry de la dotación de la fragata, la Covadonga permaneció haciendo fuego sobre la Independencia unos 40 minutos después de la varada, interrumpiendo el ataque y retomando su huida cuando avistó al Huáscar acercándose en el horizonte.
Tras rescatar a los 57 sobrevivientes de la Esmeralda, el Huáscar avistó a la Independencia a las 14:20 a 9 millas de distancia y conforme se desplazaba se apreció que la fragata estaba inmóvil, alcanzándose a distinguir a la Covadonga alejándose hacia el sur. Una vez que el Huáscar llegó frente a la fragata a las 15:10. la encontró varada y con solo 20 tripulantes a bordo, entre ellos More, ya que el resto había desembarcado en botes. El blindado peruano continuó la persecución de la Covadonga durante tres horas, hasta que Grau, convencido de que la distancia que lo separaba de ella no podía acortarse antes de la puesta del sol, decidió regresar en auxilio de la Independencia. Grau estimó entonces que la pérdida de la fragata era total y envió las embarcaciones del Huáscar por los tripulantes que aún se encontraban a bordo dando la orden de incendiar el buque.
La Covadonga llegó a Tocopilla en la noche del jueves 22 de mayo con serias averías producto del combate. En la tarde del día siguiente zarpó en dirección a Antofagasta, pero regresó a medianoche. El 23, 271 sobrevivientes de la Independencia viajaron de Iquique a Arica en el transporte Chalaco.

## Epílogo
El parte de Moore hecho público posteriormente detalla que la Independencia, que recibió en total 10 bombas de la Covadonga, tuvo, de un total de 375 tripulantes: 5 muertos y 23 heridos. Por su parte, la Covadonga recibió durante el combate, 3 balas del Huáscar y varios proyectiles de la Independencia que la dejaron en muy mal estado; tuvo 3 hombres muertos y 5 heridos; disparó 65 proyectiles de 70 libras, 3400 tiros de fusil y 500 tiros de revólver.
Según el Autor Melitón Carvajal en "La Historia Marítima del Perú" la Independencia habría tenido además de los muertos y heridos reportados, un total de 64 desaparecidos por diversas razones. Presumiéndose que fallecieron después del varado, al lanzarse al mar o por el fuego de la Covadonga.
Miguel Grau narra en una carta privada al presidente Prado que la verdadera causa de la pérdida de la Independencia fue:

...La falta de disciplina y de ejercicios de fuego en la ya mencionada fragata (Independencia) ha sido la verdadera causa de su pérdida, esta es la pura verdad como le será fácil a Ud. poder corroborar si se informa privadamente de todo lo que ha pasado en ese buque desde antes del combate y después de él
Carta de Miguel Grau al presidente Mariano Ignacio Prado.

Según el historiador peruano Jorge Basadre, los acontecimientos del 21 de mayo fueron decisivos para la suerte de la campaña marítima y señalaron el destino que iba a tener la guerra.

## Posteriores
Cinco días después el Huáscar y la Covadonga se volvieron a enfrentar en el primer combate naval de Antofagasta. 
Moore fue sometido en Arica a un juicio militar por la pérdida de su buque. Asumió el mando accidental del blindado Manco Capac, durante el combate naval de Arica, en el cual cayó en acción el capitán Chileno Manuel Thompson, a bordo del capturado Huáscar. El proceso no concluyó por la muerte del comandante Moore en la batalla de Arica, el 7 de junio de 1880, quien cumplió con su promesa casi obstinada de enmendar la pérdida de su nave muriendo en combate. 
Por su parte la Armada de Chile, por recomendación de Williams Rebolledo, ascendió a Carlos Condell a capitán de fragata graduado.